# Escarabat del tabac
L'escarabat del tabac (Lasioderma serricorne) és un petit coleòpter de la família dels ptínids, i del gènere Lasioderma. És molt semblant al corc del pa (Stegobium paniceum), però és més petit que aquest (entre 2 i 3 mm) i presenta unes antenes completament serrades.